# بير كنوتسن
بير كنوتسن (بالنرويجية البوكمول: Per Knutsen)‏ هو كاتب وكاتب للأطفال وكاتب مسرحي نرويجي، ولد في 1951 في همروي ‏ في النرويج.

## وصلات خارجية
- بير كنوتسن على موقع IMDb (الإنجليزية)
- بير كنوتسن على موقع قاعدة بيانات الفيلم (الإنجليزية)